# 가나이정
가나이정(金井町)은 니가타현 사도군에 설치되었던 정이다. 사와다정의 통근율은 12.3%·료쓰시에의 통근율은 11.3%(모두 2000년 인구조사).사도 지방의 중앙에 있어 바다와 접해 있지 않아 농업이 번성하였다.2004년 3월 1일 합병해 사도시의 일부가 되었다.

## 지리
사도 내륙에 있어 낙도로는 드물게 해안선이 없는 마을이었다.
마을의 남쪽 부분은 사도의 중앙부, 구니나카 평야의 일부를 이루었다. 평야의 중앙에는 고쿠후강 거리의 남동쪽 경계와 거의 겹쳤다 마을 중앙의 고쿠후강은 신보강과 합류해 북에서 남으로 흘러갔다. 평야부는 논으로, 인가는 산자락을 밟듯 평지 북쪽으로 집중되었다.

## 역사
- 1889년 4월 1일 - 정촌제 시행으로 가나자와촌, 히라이즈미촌 , 요시이촌이 성립하였다.
- 1896년 4월 1일 - 사와타군, 가모군, 하모치군과 합병해 사도군이 되었다.
- 2004년 3월 1일 - 료쓰시, 사와타정, 아이카와정, 니보촌, 하타노정, 마노정, 오기정, 하모치정, 아카도마리촌과 합병해 사도시가 되었다. 시청은 이전의 가나이 동사무소에 놓였다가 나중에 새로운 건물로 이전하게 되었다.

## 교통

### 도로
- 국도 350호선
- 니가타현도 제45호 사도 일주선